# Userhet
Userhet o Userhat, fue un noble del Antiguo Egipto que fue enterrado en la tumba KV45 del Valle de los Reyes. Probablemente vivió durante el reinado de Tutmosis IV. 
Entre los títulos de Userhet se incluía el de Supervisor de los Campos de Amón. Es de suponer que recibió el honor de ser enterrado en la necrópolis real, debido a su alto rango.